# Kriptofiti
Kriptofiti (Cryptophyta) so rastline, ki imajo brste globoko v zemlji v čebulicah ali na korenikah. V primeru neugodnih razmer in ob vsaki vegetacijski periodi jim v celoti odmrejo nadzemni deli, trajni del telesa z brsti pa se ohranja v tleh ali pod vodo. Naslednje leto brsti poženejo s pomočjo rezervnih snovi, ki so v korenikah ali čebulicah. Med kriptofite spadajo orhideje, iris, jetrnik...